# Јеловичко врело
43° 08′ 00″ С; 22° 47′ 00″ И / 43.1333° С; 22.7833° И
Јеловичко врело један је од карстних сифонских извора у Источној Србији, са дубоким залегањем карстних канала, чија зона прихрањивања и дренирања, заправо припада Видличу, као саставном делу Старе планине. Јеловичко врело и његов слив налази се северно од Пирота, према граници са Бугарском. Његов слив већим делом изграђен је од мезозојских карбонатних стена и то средњег тријаса.
Спелеоронилачка истраживања Јеловичког врела, која су започета 2003. године, по први пут су открила сифонски канал, који је хидрогеолошким испитивањима снимљен и истражен до дужине од 118 м. По хидрогеолошким карактеристикама, Јеловичко врело је највеће карстно врело на Видличу. Према повременим осматрањима врела, његова минимална издашност пада испод 80 l/sec, са генералном осцилацијом и једним прекидом током године. Претпоставља се да морфологија карстних канала овог врела условаљава појаву прекидања истицања воде на једном у години, и то обично током августа месеца. Температура воде Јеловичког врела варира током године од 9,5 до 12 °C.

## Геоморфологија
Стара планина и Видлич, који су већим делом изграђен је од мезозојских карбонатних стена, чини ширу зону Јеловичког врела у погранични регион Србије и Бугарске. Јеловичко врело, као и његов слив, припада заправо планини Видлич, а не Старој планини, мада се прва често сматра њеним саставним делом. У подножју планине Видлич лежи Пиротска котлина, депресија испуњена неогеним седиментима, на чијем ободу избија велики број крашких извора, међу којима је и овај.
Међу првима је Ј. Цвијић (још 1895. године) обилазећи Пиротску котлину, описао појаве везане за зону сожене геолошке грађа, веома активну тектонику, ерозионе процесе, ђто ће постати предмет бројних научних истраћивања од д краја 19. века.
У погледу геоморфолошких карактеристика, јасно се издвајају две морфолошке целине и то равничарска област и брдскопланинска. Површински микрооблици се јављају практично у свим зонама оголићеног карста. Представљене су шкрапама, музгама, каменицама итд. Шкрапе су најчешће везане за пукотинске системе мањих димензија, проширених хемијским дејством воде. На овом простору пажњу геолога привлаче интересантни микрооблици, такозвани кликови, који представљају стубасте или пирамидалне облике везане за стрме кречњачке одсеке, од којих се при дужем разлокавању одвајају и обурвавају у кањон Јерме. Вртаче су генетски везане за хемијско и механичко дејство вода, углавном у раседним зонама или сувим речним долинама. Поред линеарне оријентације, јављају се и делови терена где су вртаче разбацане, без икакве оријентације различитих облика и димензија. Ови делови терена се издвајају као типичан „богињави карст“, чије се високе површи које су разједене вртачама јављају у зони прихрањивања Јеловичког врела. Од геоморфолошких структура у површинским карстним облицима јављају се и увале. Оне су депресије већих димензија, морфотектонског порекла, и често су праћене и краћим површинским токови.
Најстарије стене у сабирној зони Јеловичког врела су рифеј-камбријске старости, а најмлађе квартарне. Према истраживањима, од посебног значаја је развиће стена тријаске старости (које на овом подручју заузимају највеће пространство) у коме је и настао издан који се дренира преко Јеловичког врела.
У тектонском погледу сливно подручје припада југозападном крилу велике старопланинске антиклинале, мало нагнуте ка североистоку, и осом у правцу север северозапад-југоисток. Антиклинално језгро се поклапа са главним венцем Старе планине. Дуж њеног југозападног крила налази се низ реверсних лонгитудиналних раседа са кретањем ка североистоку. Најстарије стене језгра антиклинале припадају рифејско-камбријском комплексу, који заједно са иновском серијом показује посебне структурне карактеристике.
Видличка навлака (Старе планине) једна је од најмаркантнијих структурних облика на истражном подручју. Почиње код села Влковија на српско-бугарској граници, као наставак „задбалканског разлома“. Ка северозападу је праћена до села Сопота, где је покривају неогени седименти. Видличка навлака на нашој територији је дугачка око 30 km, са средњом висином од 150 м. Са југозапада, ова навлака нема оштру границу према тимочком ров-синклиноријуму, тако да се може узети да границу чини Пиротско поље.

## Морфолошке и хидрогеолошке карактеристике
Под појмом Јеловичка врела подразумевају се три појаве истицања карстних подземних вода северно од Височке Ржане. Две појаве су у левом боку Јеловичке реке и један у Дојкиначкој реци.
Улаз у врело мења се са хидролошком ситуацијом, тако да блокови и крупно камење мењају положај услед јаког потиска воде за време велике издашности. Након улаза (димензија 2,5 m, и промењие висине 1,5 - 0,5 m), улази се у просторију већих димензија (ширине 15 m и висине од 1,0 - 2.8 m). Дворана је испуњена кречњачким блоковима и почиње од 3 m дубине па све до 10 м, где се долази до прве веће каскаде, односно преласка канала у вертикалу. Даље се каскадном вертикалом канал спушта до дубине од 25 m, када његов нагиб постаје знатно блажи и где велике блокове и крупно камење замењује фино гранулисани шљунак. Канал затим долази до већег сужења, где се канал повија у правцу исток-североисток.
По хидрогеолошким карактеристикама, Јеловичко врело је највеће карстно врело овог дела Старе планине, односно на Видличу. Минимална издашност врела пада испод 80 l/sec, са генералном осцилацијом температура од 9,5 до 12 °C.
Максимална издашност врела је преко 5 m³/sec, мада се по величини канала и размештању кречњачких блокова у периоду великих вода може претпоставити да издашност може бити и већа.(Чубриловић, 1990) Релативно брзо пуњење и пражњење издани се приписује површини слива од око 46 km², са веома добрим филтрационим карактеристикама. Поред вода које се инфилтрирају на карстној површи Старе планине, један део мањих површинских токова се и завршава понорским зонама.
Опште климатске карактеристике сливног подручја Јеловичког врела, према подаци Савезног хидрометеоролошког завода за период од 1970. до 1990. године (одређен на кишомерној станици Дојкинци на надморској висини од 880 м) су следеће:
- Средња месечна сума падавина, минимум има у августу, који износи 47 mm.
- Максимална количина падавина је у мају и износи 130 mm.
- Средња годишња сума падавина износи 960 mm.

## Туристички значај врела
У ширем окружењу Јеловичког врела, према селу Јеловица, налази се излетиште које је по њему добило „Врело”. Ово излетиште које је удаљено око 33 km од Пирота, налази се у сливу Јеловичке и Дојкиначке река, на надморској висини од 730 m. Окружено је комплексом викендица и радничким одмаралиштем.
Јеловичко врело је традиционално излетиште Пироћанаца, које поред боравка у близини врела и река, нуди продајно место свеже поточне пастрмке у Рибњаку Врело, исхрану у ресторану традиционалне кухиње „Конаци Врело”, као и у новоизграђеном Визитор центару Старе планине, доступном свим посетиоцима.
У периоду од марта до октобра месеца, део Старе планине око Јеловичког врела пружа одличне услове за спортски риболов и мушичарење, пре свега поточне пастрмке.